# Đảo

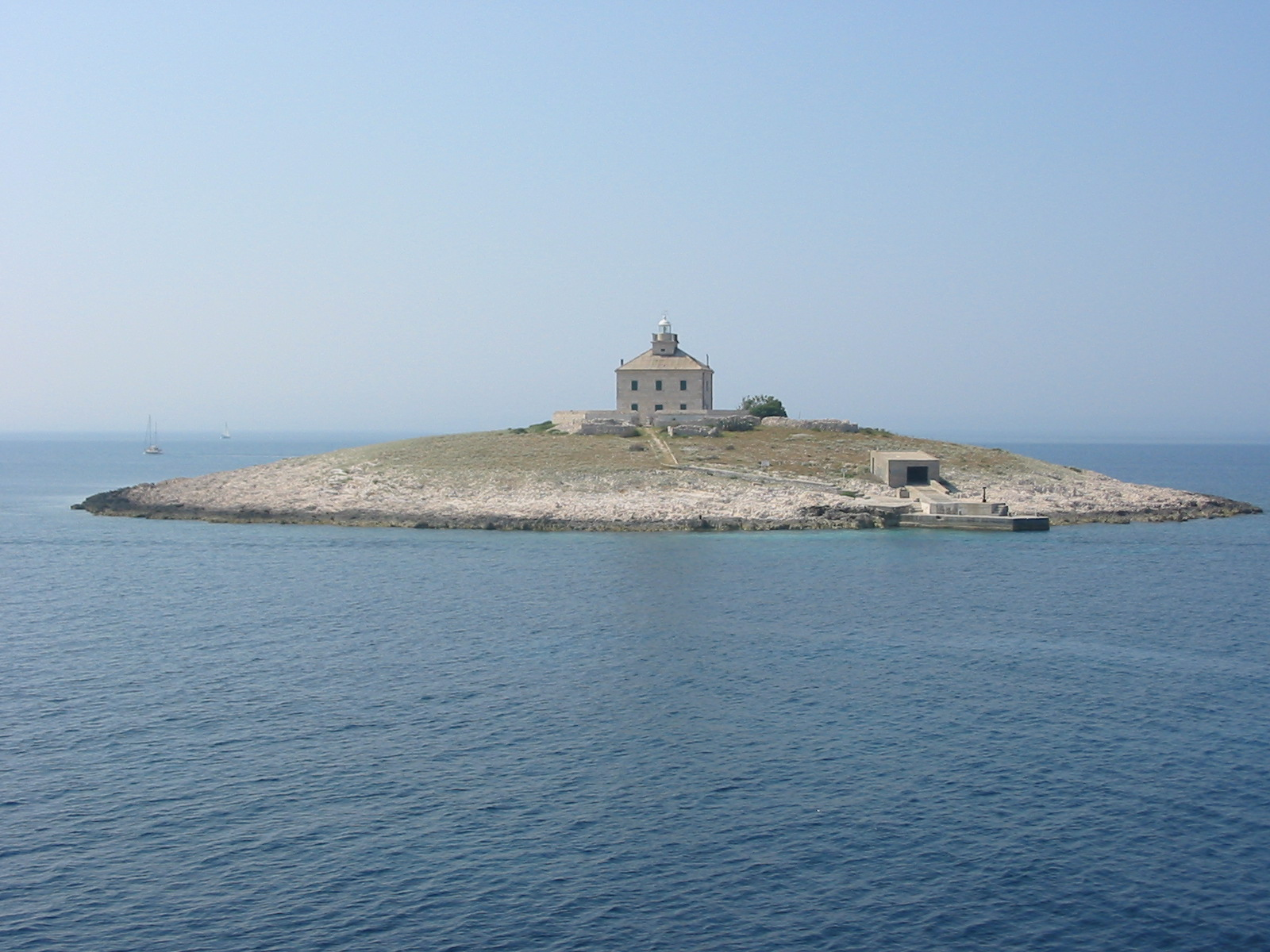
Đảo nhỏ Pokonji Dol nằm trong biển Adriatic

Đảo là phần đất được bao quanh hoàn toàn bởi nước nhưng không phải là lục địa; tuy vậy, không có kích thước chuẩn nào để phân biệt giữa đảo và lục địa.
Điều 121 của Công ước Liên Hợp Quốc về Luật biển đưa ra định nghĩa "đảo" cụ thể hơn, theo đó đảo "là vùng đất tự nhiên có nước bao bọc, khi thủy triều lên vùng đất này vẫn ở trên mặt nước."
Có thể phân loại đảo tự nhiên thành hai nhóm chính là đảo lục địa và đảo đại dương. Ngoài ra, còn có đảo nhân tạo.

## Đảo lục địa

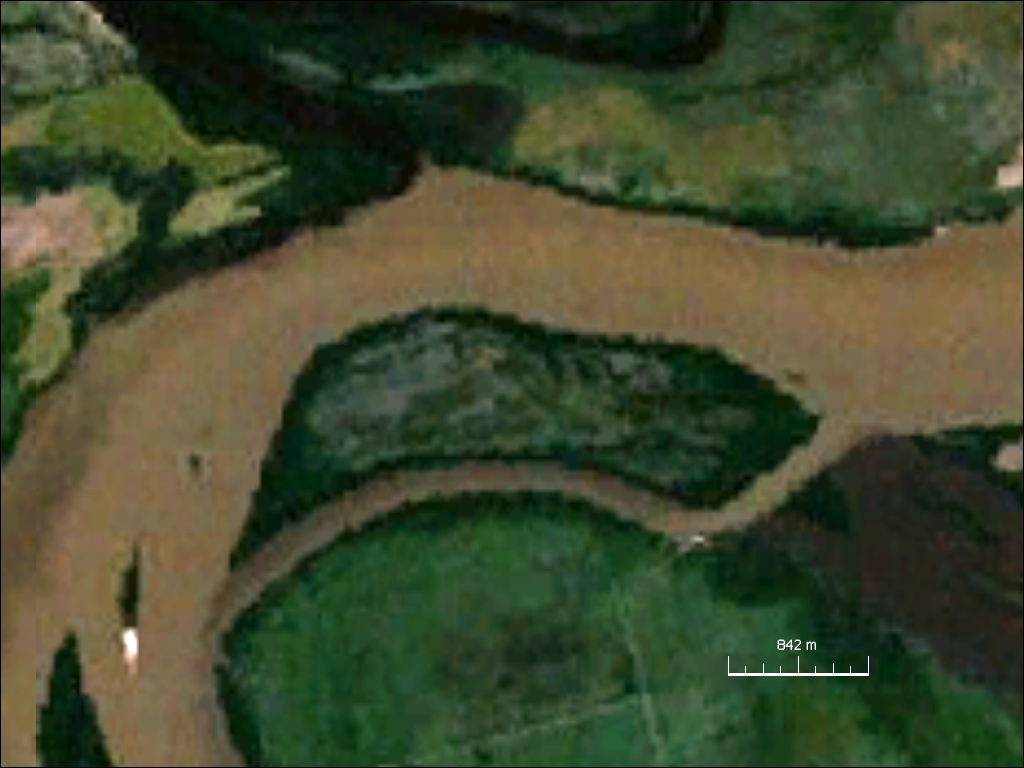
Đảo Brasilera nằm giữa sông ở biên giới Brasil, Uruguay và Argentina.

Đảo lục địa là một phần đất đai nằm trên thềm lục địa của một lục địa nào đó, ví dụ:
- Nằm trên thềm lục địa châu Âu có đảo Anh, đảo Ireland, đảo Sicilia
- Nằm trên thềm lục địa châu Mỹ có đảo Greenland
- Nằm trên thềm lục địa châu Á có đảo Sumatra, đảo Kalimantan

Có một loại đảo lục địa đặc biệt được hình thành khi lục địa bị đứt gãy được gọi là đảo tiểu lục địa. Những đảo tiểu lục địa nổi tiếng là New Zealand (đảo Bắc và đảo Nam), đảo Madagascar.
Ngoài ra, còn có thể kể đến loại đảo được hình thành do vật chất lắng đọng khi thủy lưu chảy chậm. Ở biển, các hải lưu làm lắng đọng cát lên thềm lục địa, tạo nên các đảo chắn. Tương tự, ở lưu vực các con sông lớn hoặc châu thổ sông, có thể bắt gặp một số đảo nhỏ nổi giữa dòng. Một số đảo này chỉ tồn tại tạm thời và có thể biến mất khi lưu lượng hoặc tốc độ chảy của dòng nước thay đổi, trong khi một số khác thì vẫn tồn tại lâu dài tại đó.

## Đảo đại đương
Đảo đại dương là loại đảo không nằm trên thềm lục địa. Đa phần số đảo này được hình thành từ hoạt động của núi lửa; một số đảo lại được tạo nên từ các kiến tạo khi mảng địa chất dịch chuyển và nâng đáy đại dương lên khỏi mặt nước, ví dụ đảo Macquarie gần Nam Cực, trong khi một số khác lại được san hô tạo nên.

### Đảo núi lửa
Đảo núi lửa là những hòn đảo được hình thành do sự hoạt động của núi lửa, phun trào ra dung nham. Khối lượng lớn dung nham được phun lên, sau đó nguội dần, tạo thành những hòn đảo.

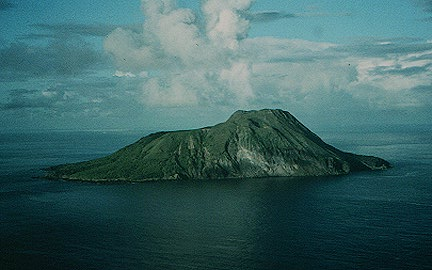
Đảo núi lửa Sarigan thuộc quần đảo Bắc Mariana

Các đảo đại dương có nguồn gốc núi lửa khá đa dạng về cách thức hình thành. 
- Loại thứ nhất được tìm thấy trên vòng cung đảo núi lửa. Những đảo này nổi lên từ các núi lửa khi mảng địa chất bị hút chìm (subduction) xuống dưới một mảng địa tầng khác. Ví dụ: quần đảo Mariana, quần đảo Aleut và phần lớn Tonga thuộc Thái Bình Dương.
- Loại thứ hai hình thành khi đứt gãy đại dương vươn khỏi mặt biển. Ví dụ: Iceland và Jan Mayen ở Đại Tây Dương.
- Loại thứ ba hình thành ngay trên các điểm nóng núi lửa. Một mảng địa chất dịch chuyển lên phía trên của điểm nóng núi lửa, sau đó nứt gãy ra, khiến dung nham phun lên và tạo thành mỗi chuỗi các hòn đảo. Sau một khoảng thời gian lâu dài với các tác động của chuyển động đẳng tĩnh và xói mòn, cuối cùng các đảo này chìm xuống và trở thành các núi biển. Sự dịch chuyển của mảng địa chất trên điểm nóng núi lửa tạo nên chuỗi đảo nằm dọc theo hướng di chuyển của mảng địa chất, ví dụ quần đảo Hawaii và quần đảo Australes thuộc Thái Bình Dương, Surtsey thuộc Đại Tây Dương.

### Đảo san hô

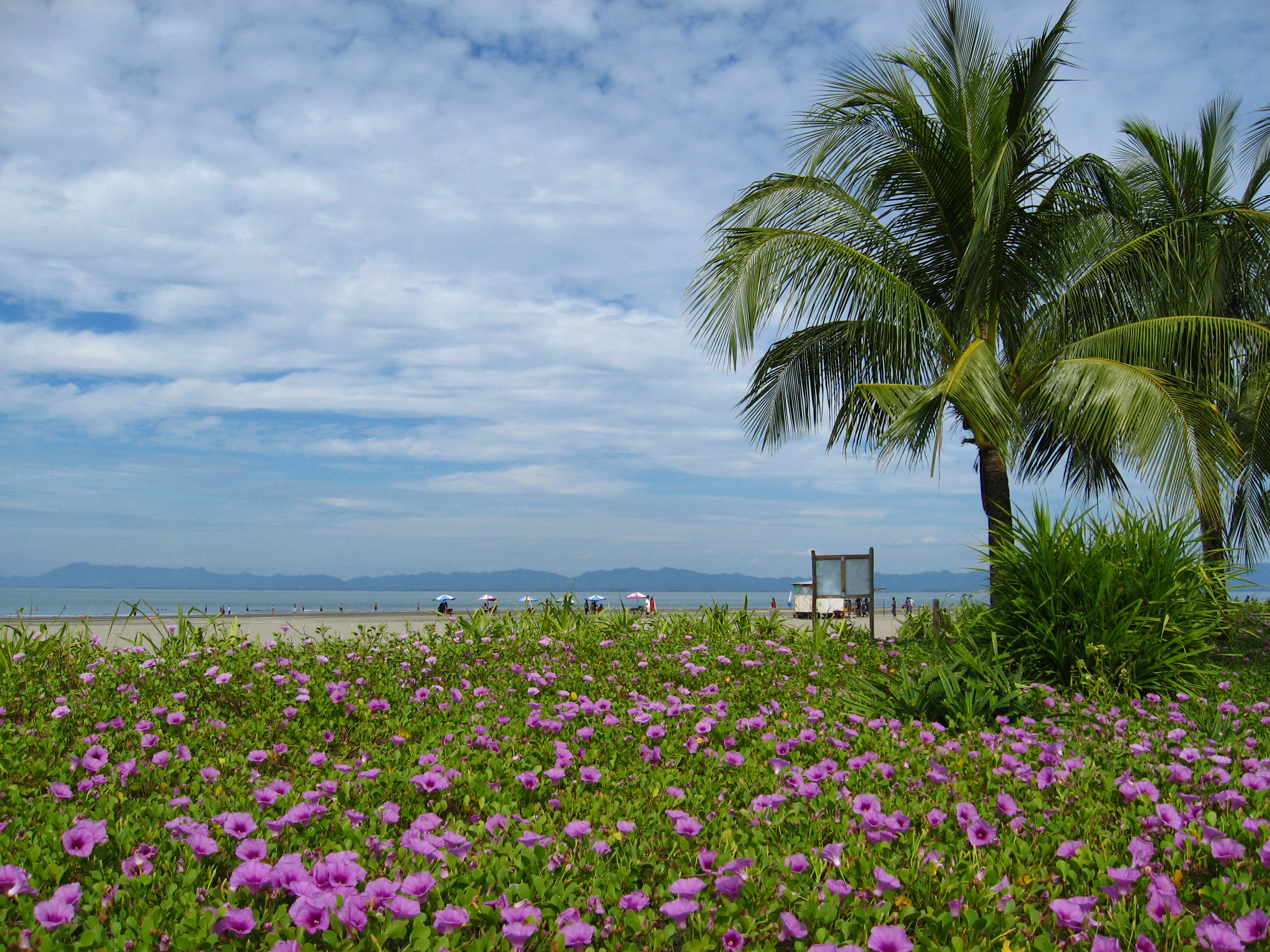
Đảo Saint Martin là một đảo san hô của Bangladesh.

Đảo san hô là loại đảo nhiệt đới được hình thành từ khung san hô và các sinh vật có liên quan với san hô đó. Loại đảo này thường gặp ở những khu vực biển nông hoặc xung quanh đảo núi lửa.
Rạn san hô vòng hay rạn vòng, ám tiêu san hô vòng (atoll) là một loại hình thể gồm một vòng san hô rào lấy một vụng biển (phá nước) ở giữa. Theo Charles Darwin, loại cấu tạo này thành hình khi một đảo núi lửa bị xói mòn và chìm xuống nước, để lại vành san hô có dạng vòng đã phát triển xung quanh đảo núi lửa từ trước đó. Có nhiều rạn vòng chìm ngập dưới mặt biển khi thủy triều lên; tại những chỗ cao trên vành san hô, có thể nổi lên những đảo thấp và phẳng. Một số tài liệu dùng thuật ngữ "đảo san hô vòng" thay cho rạn vòng, nhưng cách gọi này không bao quát bản chất vì đảo san hô (nếu có) chỉ là một phần của toàn thể rạn san hô đang đề cập.
Trong biển Đông có hai quần đảo là Hoàng Sa và Trường Sa. Nơi đây tuy có rất nhiều rạn đá san hô nói chung (trong đó các rạn vòng) nhưng chỉ có một vài đảo san hô và đảo cát nhỏ. Việc sử dụng khái niệm "đảo" một cách tuỳ tiện sẽ dẫn đến nhầm lẫn về bản chất địa lý.

## 10 đảo lớn nhất thế giới
| Tên           | Diện tích (km²) | Quốc gia                        |
| ------------- | --------------- | ------------------------------- |
| Greenland     | 2.130.800       | Greenland thuộc Đan Mạch        |
| New Guinea    | 785.753         | Indonesia và Papua New Guinea   |
| Borneo        | 748.168         | Brunei, Indonesia và · Malaysia |
| Madagascar    | 587.713         | Madagascar                      |
| Đảo Baffin    | 507.451         | Canada                          |
| Sumatra       | 443.066         | Indonesia                       |
| Honshu        | 225.800         | Nhật Bản                        |
| Đảo Anh       | 218.595         | Anh Quốc                        |
| Đảo Victoria  | 217.291         | Canada                          |
| Đảo Ellesmere | 196.236         | Canada                          |

## Đảo Việt Nam
- Bạch Long Vĩ
- Quần đảo Cát Bà
- Cồn Cỏ
- Quần đảo Hoàng Sa
- Lý Sơn
- Phú Quý
- Quần đảo Trường Sa
- Côn Đảo
- Phú Quốc
- Cù Lao Xanh